# Макс Галло
Макс Луї Жуль Галло, також Ґалло (7 січня 1932, Ніцца — 18 липня 2017, Везон-ла-Ромен) — французький письменник, історик та політик. Член Французької академії.

## Біографія
Макс Галло народився 1932 року в Ніцці в незаможній сім'ї вихідців з Італії. Його батько був електриком, під час Першої світової війни служив у ВМС. За словами Макса Галло, мати з дитинства читала йому з «Божественної комедії» Данте. Спочатку Макс проходив навчання на слюсаря машин (Mécanicien-ajusteur), яке закінчив у 16-річному віці, згодом одержав диплом бакалавра математично-технічних наук. Працював техніком для радіостанції TF1. Окрім роботи, самотужки вивчав історію. З часом одержав диплом агреже з історії. А за якийсь час став доктором новітньої історії та доктором літератури.
З 1960 до 1965 рр. працював викладачем в ліцеї у Ніцці У 1965—1970 роках старший асистент в університеті Ніцци, 1970—1975 рр. доцент в Еколь Політекнік у Парижі. У видавництві Robert Laffont був редактором декількох видавничих серій, а з 1971 до 1981 рік працював оглядачем щотижневого журналу « L'Express».
До 1956 року Макс Галло був членом Французької комуністичної партії . Пізніше він підтримував соціалістичну партію; і врешті приєднався до правих центристів, підтримав кандидатуру президента Нікола Саркозі та написав декілька виступів для Саркозі після того, як 2007 року той став президентом, зокрема промову про Лазаря Понтічеллі, останнього учасника війни у Франції у Першій світовій війні.
31 травня 2007 року Галло був обраний членом Французької академії (крісло № 24). Його попередником був Жан-Франсуа Ревель . Окрім праць з історії, Галло опублікував низку біографій, наприклад, про Людовіка XIV, Розу Люксембург (1993), Шарля де Голля (1998), Наполеона (2009) та чимало романів, в яких мальовничо описав історію Франції. ПІдхід Галло до історії Франції був доволі традиційним. Для нього головним було зобразити великих людей, які творили історію.
2015 року Галло оголосив, що має хворобу Паркінсона. Галло помер 18 липня 2017 року у місті Везон-ла-Ромен у департаменті Воклюз.

## Вибрані твори

### Історія, історичні романи
- La nuit des longs couteaux, Robert Laffont, 1971
- Le cortège des vainqueurs, Robert Laffont, 1972
- Un pas vers la mer, Robert Laffont, 1973
- L'oiseau des origines, Robert Laffont, 1974
- Que sont les siècles pour la mer, Robert Laffont, 1977
- Les hommes naissent tous le même jour, (Tome 1: Aurore, Tome 2: Crépuscule), Robert Lafont, 1978
- Une affaire intime, Robert Laffont, 1979
- France, Grasset, 1980
- Un crime très ordinaire, Grasset, 1982
- La demeure des puissants, Grasset, 1983
- Le beau rivage, Grasset, 1985
- Belle époque, Grasset, 1986
- La route Napoléon, Robert Laffont, 1987
- Une affaire publique, Robert Laffont, 1989
- Le regard des femmes, Robert Laffont, 1991
- Une femme rebelle. Vie et mort de Rosa Luxembourg, Presses de la Renaissance Paris, 1992
- Les Fanatiques, Fayard, 2006
- Fier d'être Français, Fayard, 2006

### Біографії
- Maximilien Robespierre, histoire d’une solitude, Librairie académique Perrin - collection tempus, 1968 (réédité en 2001 et 2008 sous le titre L'Homme Robespierre, histoire d’une solitude)
- Garibaldi, la force d’un destin, Fayard, 1982
- Le Grand Jaurès, Robert Laffont, 1984
- Jules Vallès, Robert Laffont, 1988
- Napoléon
  - I. : Le Chant du départ (1769-1799), Robert Laffont, 1997
  - II. : Le Soleil d’Austerlitz (1799-1805), Robert Laffont et, 1997
  - III. : L’Empereur des rois (1806-1812), Robert Laffont, 1997
  - IV. : L’Immortel de Sainte-Hélène (1812-1821), Robert Laffont, 1997
- De Gaulle
  - I. : L’Appel du destin (1890-1940), Robert Laffont, 1998
  - II. : La Solitude du combattant (1940-1946), Robert Laffont, 1998
  - III. : Le Premier des Français (1946-1962, Robert Laffont, 1998
  - IV. : La Statue du commandeur (1963-1970), Robert Laffont, 1998
- Une femme rebelle : vie et mort de Rosa Luxembourg, Fayard, 2000
- Victor Hugo
  - I. : « Je suis une force qui va ! » (1802-1843), XO, 2001
  - II. : « Je serai celui-là ! » (1844-1885), XO, 2001
- César Imperator, Éditions XO, 2003
- Louis XIV
  - I. Le Roi-Soleil, XO, 2007
  - II. L'Hiver du grand roi, XO, 2007
- « Moi, j'écris pour agir » Vie de Voltaire, Éditions Fayard, 2008
- Henri IV, un roi français, Éditions XO, 2016

## Екранізації творів
- 1982: Boulevard des assassins — за романом Une affaire intime
- 1983: Au nom de tous les miens
- 2002: Napoleon